# Waldbrand (Lied)
Waldbrand ist ein Lied der deutschen Singer-Songwriterin Madeline Juno. Das Stück ist die einzige Singleauskopplung aus ihrer ersten gleichnamigen EP.

## Entstehung und Artwork
Waldbrand wurde von der Interpretin selbst, gemeinsam mit dem britischen Musiker Oliver Epsom (Oliver Som), geschrieben. Som arbeitete bereits mit Juno an ihrem zweiten Studioalbum Salvation (Februar 2016), wo er drei Titel beisteuerte. Hierbei war er darüber hinaus auch für die Abmischung, Aufnahme und Produktion verantwortlich, wobei er bei der Produktion von Juno als Koproduzentin unterstützt wurde.
Auf dem Frontcover der Single ist – neben Künstlernamen und Albumtitel – Juno hüftaufwärts, Nachts im Freien, zu sehen. Sie trägt dabei eine Jeansjacke, deren Ärmel hochgekrempelt sind und hält mit ihrer rechten Hand ein brennendes Feuerzeug vor ihr Gesicht. Die Fotografie stammt von Philipp Gladstone. Dieser zeichnete zuvor schon als Regisseur der zuvor erschienenen Singles Stupid Girl (Februar 2016) und You Know What? (Juni 2016) verantwortlich. Es handelt sich dabei um das gleiche Coverbild wie zur Waldbrand EP. Die Aufnahme entstand während den Dreharbeiten des dazugehörigen Musikvideos.

## Veröffentlichung und Promotion
Die Erstveröffentlichung von Waldbrand erfolgte als Teil von Madeline Junos erster gleichnamiger EP am 30. September 2016 (Katalognummer: 24833). Am 23. Dezember 2016 erschien es als einzige Singleauskopplung des Extended Plays. Diese erfolgte digital zum Download und Streaming durch das Musiklabel Embassy of Music. Sie erschien als 2-Track-Single und beinhaltet einen Remix von Helmo sowie einen gemeinsamen Remix von Chris Avedon und Kevin Neon. Das Original erschien nie als Single. Für den Vertrieb war Tonpool zuständig, verlegt wurde das Lied durch BMG Rights Management, Emma’s Park Music und Sony Music Publishing.
Am 8. September 2017 erschien eine Akustikversion von Waldbrand als Teil von Juons drittem Studioalbum DNA. Juno selbst entschied sich dazu das Lied nochmal auf DNA zu packen, weil es ein besonderes Stück für sie darstelle. Sie habe das Gefühl gehabt, dass dem Lied schuldig zu sein. Es sei aber eine nicht „ausproduzierte Version“ vorhanden, sondern eine in akustischer Form, „ganz roh“, wie man es noch nicht kennen würde.

## Hintergrund
Nachdem ein halbes Jahr zuvor, auf der Deluxeversion ihres zweiten Studioalbums Salvation (Februar 2016), erstmals zwei deutschsprachige Titel auf einem offiziellen Tonträger von Juno erschienen sind, folgte mit der Waldbrand EP erstmals ein komplett deutschsprachiger Tonträger Junos. Im Zuge der Veröffentlichung des Nachfolgealbums DNA (September 2017) beschrieb Juno den Entstehungsprozess beziehungsweise den Wechsel zur deutschsprachigen Musik damit, das sie in den Monaten zuvor viel für andere deutsche Künstler geschrieben habe und sie neugierig gewesen sei, wie sie „heute“ in ihrer Muttersprache klingen würde. Bisher habe es mit Herzchen (April 2014) und Küss die kalten Jungs (Mai 2015) nur zwei YouTube-Aufnahmen von ihr auf Deutsch gegeben. Sie wollte wissen, ob ihre Lieder auf Deutsch funktionieren und man sie dann „extrem modern“ produzieren könne. Der Beginn dieser „neuen Reise“ sei das gleichnamige Lied Waldbrand, welches sie aus dem Nichts geschrieben habe. Nach der Fertigstellung sei ihr klar gewesen, dass dies die Richtung sei, die sich einschlagen wolle. Juno glaube zudem, dass die deutschsprachigen Texte nicht nur ihr, sondern auch den Zuhörern mehr „Klarheit“ verschaffen würden. Diese hätte es vermutlich zuvor nicht gegeben, außer man habe sich „außergewöhnlich arg“ damit auseinandergesetzt. Darüber hinaus habe sie durch das Lied Waldbrand Deutsch als Sprache für ihre Texte (wieder-)entdeckt.
2021 erklärte Juno im Rahmen der Funk-Musiksendung Musik gegen die Einsamkeit, dass sie bis Waldbrand nie auf Deutsch geschrieben habe, auch nicht für andere Künstler. Abgesehen von den beiden Ausnahmen, die sie für sich selbst geschrieben und nichts dabei gefühlt habe, hätte sie es nicht einmal probiert. Ein Lied sei ein „Joke-Song“ gewesen (Herzchen); das andere sei „über Sad“ gewesen (Küss die kalten Jungs). Darüber hinaus habe sie zweiteres gehasst, weil sie gedacht habe: „Meine Fresse, reiß dich mal zusammen.“ Zum Zeitpunkt, als sie beschlossen habe, die Sprache zu wechseln, konnte sie die Gesamtsituation nicht mehr ertragen. Sie habe nach ihrem Debütalbum The Unknown (März 2014) ihr Musiklabel Universal Music verlassen und ihre Begleitband verloren. Der Verlust der Band kam, weil sie diese über Jahre mit einem anderen „großen Künstler“ geteilt habe. Die Bandmitglieder seien ihre besten Freunde gewesen, ihre „Brüder“. Es sei nur eine Frage der Zeit gewesen, bis es nicht mehr auf diese zweigleisige Weise funktionieren würde. Sie und die Band hätten etwa ein halbes Jahr lang Auftritte absagen müssen und irgendwann habe man einfach mal sagen müssen: „Ey, ganz kurz. Wir können nicht mehr die ganze Zeit Gigs absagen, weil wir keine Ersatzband haben, seid ihr weiter dabei oder nicht?“ Von einem Bandmitglied, dass für die ganze Band sprach, hieß es dabei „nein“. Das habe ihr damals „so krass“ das Herz gebrochen. Sie habe geglaubt, dass sie sauer auf sich selbst und die Gesamtsituation gewesen sei, die sie nicht habe kontrollieren können. Sie habe gedacht, dass sie alles „neu“ haben wolle, dass alles verschwinden solle, damit sie von „neu anfangen“ könne. Aus „irgendeiner Laune“ habe sie dann Waldbrand geschrieben, worin es genau darum gehe. Juno habe gewollt, dass alle Leute, die wissen was passiert sei, das Lied hören und verstehen würden, was zu diesem Zeitpunkt Phase sei, auch wenn es ihr selbst nichts bringen würde.
Im August 2023 erklärte Juno der Hessische/Niedersächsische Allgemeinen, das Waldbrand zu einem der „Evergreens“ zähle, den sie immer wieder gerne auf ihren Konzerten spiele.

## Inhalt
| „Ich brauch’ ’n Waldbrand. Unter meiner Haut, brenn mich aus, mach, dass ich neu beginnen kann, ich … renn’ durch das Chaos, lösch’ alles aus, steh’ aus der Asche wieder auf. Ich brauch’ ’n Waldbrand.“ – Refrain, Originalauszug | Der Liedtext zu Waldbrand ist in deutscher Sprache verfasst. Geschrieben und komponiert wurde das Stück gemeinsam von Madeline Juno und Oliver Som. Musikalisch bewegt sich das Lied im Bereich der elektronischen Musik und der Popmusik, stilistisch im Bereich des Elektropops. Das Tempo beträgt 172 Schläge pro Minute. Die Tonart ist b-Moll. Inhaltlich geht es in Waldbrand um einen Neustart, den Juno unter anderem nach dem Wechsel ihres Musiklabels und dem Verlust ihrer Begleitband selbst einleiten musste. Juno beschrieb das autobiografische Stück als „so wichtig“, weil sie damit eine für sie wichtige Zeit eingefangen habe. Die Idee zum Liedtitel kam ihr, als sie den Begriff „forest fire“ gehört habe. Der Ausdruck klang für sie „so schön“ und sie habe sich darüber geärgert, dass Waldbrand dagegen so harsch klänge. Aber je mehr sie über das Wort nachdacht habe, desto besser habe es ihr gefallen. Während der Arbeit zu Waldbrand habe sie sich ihre Augen ausgeheult, weil sie das, was sie hierin verarbeite, so sehr gebraucht habe und ihr die Umsetzung so nah wie nie zuvor gegangen sei. Früher sei ein Thema mit der Produktion ausgestanden gewesen, das sei hier nicht der Fall gewesen. Aufgebaut ist das Lied auf zwei Strophen, einem Refrain und einem Interlude. Es beginnt mit der ersten Strophe, die als Vierzeiler verfasst wurde. An diese schließt sich zunächst der Prechorus an, der ebenfalls aus vier Zeilen besteht, ehe der eigentliche Refrain einsetzt. Der Hauptteil des Refrains setzt sich dabei aus sechs Zeilen zusammen. Der gleiche Aufbau wiederholt sich mit der zweiten Strophe, allerdings wird der zweite Refrain in einer erweiterten Fassung, mit einer Wiederholung, dargeboten. Auf den zweiten Refrain folgt ein instrumentelles Interlude, ehe das Lied mit dem dritten Refrain, der ebenfalls in einer erweiterten Fassung dargeboten wird, endet. |

## Musikvideo
Das Musikvideo zu Waldbrand feierte seine Premiere am 30. September 2016 auf YouTube, dem Tag an dem auch die gleichnamige EP erschien. Dieses lässt sich in drei Abschnitte unterteilen, die immer wieder abwechselnd zu sehen sind. Eine Szene zeigt Juno, die mit einem beladenen Pritschenwagen zu einer abgelegenen Stelle fährt, dort Kisten ablädt, diese mit Benzin übergießt und anzündet. In den Kisten befinden sich unter anderem Fotoalben. Eine weitere Szene zeigt sie in einer alten, teils zerfallenen, Lagerhalle. Hier schminkt sie sich zunächst und läuft in einem weißen Spitzenkleid herum. Nach kurzer Zeit deckt sie einen Tisch und hält ein Candle-Light-Dinner ab. Sie unterhält sich mit sich selbst, ehe sie beim Anstoßen bemerkt, das sie alleine ist. Daraufhin lässt sie ihr Rotwein-Glas fallen und beginnt zu wüten. Sie schmeißt die Stühle um, räumt teils den Tisch ab und schmeißt ebendiesen schließlich komplett um. In einer dritten Szene sieht man Juno bekleidet in einer mit Benzin gefüllten Badewanne sitzend. Das Video endet mit einer längeren Sequenz, in der Juno in der Badewanne liegt, ein Streichholz anzündet, dieses anstarrt und langsam in Richtung des Benzins ablässt.
Die Gesamtlänge des Videos beträgt 3:35 Minuten. Die Dreharbeiten, unter der Regie von Johannes Weber, erfolgten in Berlin am 9. September 2017. Bis Juli 2023 zählte das Musikvideo über 5,1 Millionen Aufrufe bei YouTube.

## Mitwirkende
| Liedproduktion - Oliver Epsom (Oliver Som): Abmischung, Komponist, Liedtexter, Musikproduzent, Tonmeister - Madeline Juno: Begleitgesang, Gesang, Komponist, Koproduzent, Liedtexter Musikvideo - Chris Brenner: Grip - Madeline Juno: Drehbuch - Britta Ostermann: Grip - Damian Pociapowicz: Filmproduzent, Spezialeffekte - Johannes Weber: Filmeditor, Kameramann, Regisseur | Visualisierung (Cover) - Philipp Gladsome: Fotograf Unternehmen - BMG Rights Management: Verlag - Embassy of Music: Musiklabel - Emma’s Park Music: Verlag - Framebar Films: Filmproduzent - Sony Music Publishing: Verlag - Tonpool: Vertrieb |

## Rezensionen
Marvin Tyczkowski vom deutschsprachigen E-Zine Plattentests.de vergab fünf von zehn Punkten für das Album DNA und hob dabei Waldbrand als eines von drei „Highlights“ neben Drei Worte und Gift hervor. Er ist der Meinung, dass durch die Verwendung von Drumcomputer und Synthie-Hall "Akustik" hier wohl etwas freier interpretiert worden sei, trotzdem beschrieb er es immer noch als eines von Junos besten Titeln überhaupt.
Michael Zirnstein von der Süddeutschen Zeitung nannte Waldbrand „wohltuend“ und beschrieb es als ein „funkelndes Stück“.